# Baquis (endeví)
|  | Per a altres significats, vegeu «Les Baquis». |

Baquis o també Bakis (en grec antic Βάκις) va ser un cresmòleg (col·leccionista d'oracles) i endeví grec que va viure cap als segles VI-V aC.
Les fonts el consideren un endeví històric, nascut a Beòcia que profetitzava abans de les guerres mèdiques. Se sabia que les seves facultats profètiques les havia adquirit de les nimfes. Era un home "posseït per les nimfes", encara que algunes fonts diuen que va ser Apol·lo el que li va donar el do de la profecia. Els crítics moderns no creuen en la historicitat del personatge i el consideren una personificació popular de la "baxsis" (en grec βακχίς) que vol dir persona inspirada i també bacant. Seria una mena de profeta fictici, com Orfeu o Museu, al qual se li atribuïen popularment diverses profecies.

## Profecies
Heròdot ens ha conservat tres oracles de Baquis, sobre les guerres mèdiques, i uns altres tres Pausànias, dos sobre Messènia i un sobre Beòcia. Heròdot dona molta credibilitat a les col·leccions oraculars de Baquis i assenyala la precisió que va tenir en els successos del 480-479 aC., sobretot a la batalla de Salamina, on anunciava la victòria naval grega sobre l'Imperi Persa, i a la batalla de Platea, on els grecs van derrotar les tropes perses comandades per Mardoni.
Pausànias dona notícia de diverses profecies de Baquis, una sobre Epaminondes, que parla de la seva política a favor de Messènia i en contra d'Esparta, i relacionada amb aquesta, la decisió d'Epaminondes d'incrementar la influència messènica sobre Acaia. Un altre oracle transmès per Pausànias parla d'una disputa agrícola i religiosa entre la ciutat de Titorea a la Fòcida i Tebes. Segons una tradició, per aquests fets Antíope, mare dels bessons Amfíon i Zetos, constructors de les muralles de Tebes, va marxar d'aquella ciutat i es va refugiar a Titorea, on es va casar amb Focos, i on va ser enterrada amb ell.
Entre les èpoques d'Heròdot (segle v aC) i de Pausànias (segle ii Baquis va ser parodiat a les obres d'Aristòfanes, que per primera vegada utilitza la paraula bakitsein (profetitzar). Això indica que al segle iv aC les profecies de Baquis eren conegudes popularment. Teopomp considera a Baquis un "purificador" i profeta, que seguint els consells d'Apol·lo va purificar les dones espartanes que tenien "deliri" (nimfomania).

## Altres Baquis
Amb freqüència les fonts recullen la forma plural: Baquíades. L'origen d'això es troba en la llegenda dels Tres Baquis. El més antic seria el Baquis de Beòcia, inspirat per les nimfes, i els seus oracles es referirien sobretot a successos mítics i històrics d'aquell territori. Hi hauria un segon Baquis nascut a l'Àtica, que potser és al que Heròdot atribueix les profecies sobre les guerres mèdiques, però Pausànies les atribuïa al Baquis beoci. A Atenes, una tradició deia que Baquis era un sobrenom del tirà Pisístrat (cap al 560 aC), famós per la seva passió pels oracles i la seva aplicació a la política.
Un tercer Baquis era un arcadi de la ciutat de Kafiai. Era conegut, a més de per Baquis, per Kidas i Aletes. Sobre aquesta base es va anar convertint el nom de Baquis en un nom genèric que designava un tipus d'endeví que profetitzava, una mena de contrapunt masculí a les sibil·les.